# Chotěšice
Chotěšice település Csehországban, a Nymburki járásban. Chotěšice Kněžice, Rožďalovice, Budčeves, Běchary, Kopidlno, Židovice, Křinec, Záhornice és Dymokury településekkel határos. Lakosainak száma 324 fő (2024. január 1.).

## Népesség
A település lakosságának változását az alábbi diagram mutatja:
| Lakosok száma | 1381 | 1515 | 1442 | 974  | 497  | 315  | 318  | 323  | 309  | 324  |
|               | 1869 | 1890 | 1921 | 1950 | 1980 | 2001 | 2017 | 2019 | 2022 | 2024 |